# Маряново (гміна Сомпольно)
Маряново (пол. Marianowo) — село в Польщі, у гміні Сомпольно Конінського повіту Великопольського воєводства.
Населення — 378 осіб (2011).
У 1975-1998 роках село належало до Конінського воєводства.

## Демографія
Демографічна структура станом на 31 березня 2011 року:
|          | Загалом | Допрацездатний вік | Працездатний вік | Постпрацездатний вік |
| -------- | ------- | ------------------ | ---------------- | -------------------- |
| Чоловіки | 192     | 40                 | 136              | 16                   |
| Жінки    | 186     | 36                 | 116              | 34                   |
| Разом    | 378     | 76                 | 252              | 50                   |